# Главы Ивановского региона
Список глав Ивановского региона с момента образования Иваново-Вознесенской губернии по настоящее время.

## Иваново-Вознесенская губерния (20.06.1918 — 14.01.1929)
| Руководитель      | Руководитель | Начало управления | Окончание управления | Должность                                                                                       |
| ----------------- | ------------ | ----------------- | -------------------- | ----------------------------------------------------------------------------------------------- |
| Михаил Фрунзе     |              | июнь 1918         | август 1918          | председатель губернского комитета ВКП(б) председатель губернского исполнительного комитета СРКД |
| Исидор Любимов    |              | ноябрь 1918       | апрель 1919          | председатель губернского исполнительного комитета СРКД                                          |
| Николай Колотилов |              | апрель 1919       | 1920                 | председатель губернского исполнительного комитета СРКД                                          |
| Ольга Варенцова   |              | август 1919       | март 1921            | председатель губернского комитета РКП(б)                                                        |
| Николай Колотилов |              | 1921              | 1922                 | председатель губернского исполнительного комитета СРКД                                          |
| Михаил Чернов     |              | 1922              | 1923                 | председатель губернского исполнительного комитета СРКД                                          |
| Сергей Зорин      |              | 1923              | март 1925            | Первый секретарь губернского комитета партии                                                    |
| Николай Колотилов |              | март 1925         | 14 января 1929       | Первый секретарь губернского комитета ВКП(б)                                                    |

## Иваново-Вознесенская промышленная область(14.01.1929 — 27.12.1932)
| Руководитель           | Руководитель   | Начало управления | Окончание управления                                 | Должность                                                                                 |
| ---------------------- | -------------- | ----------------- | ---------------------------------------------------- | ----------------------------------------------------------------------------------------- |
| Мушек Тер (Егиазарянц) |                | январь 1929 года  | июль 1929 года                                       | председатель Организационного комитета Президиума ВЦИК по Ивановской Промышленной области |
| Мушек Тер (Егиазарянц) | июль 1929 года | 1930 год          | председатель областного исполнительного комитета СДТ |                                                                                           |
| Николай Колотилов      |                | 1929 год          | январь 1932 года                                     | Первый Секретарь областного комитета ВКП(б)                                               |
| Андрей Гриневич        |                | 1930 год          | июнь 1931 года                                       | председатель областного исполнительного комитета СДТ                                      |
| Николай Кубяк          |                | июнь 1931 года    | 1933 год                                             | председатель областного исполнительного комитета СДТ                                      |

## Ивановская Промышленная область(27.12.1932 — 11.03.1936)
| Руководитель | Руководитель | Начало управления | Окончание управления | Должность                                   |
| ------------ | ------------ | ----------------- | -------------------- | ------------------------------------------- |
| Иван Носов   |              | январь 1932       | 11 марта 1936        | Первый Секретарь областного комитета ВКП(б) |

## Ивановская область(11.03.1936 — август 1991)
| Руководитель        | Руководитель | Начало управления | Окончание управления | Должность                                   |
| ------------------- | ------------ | ----------------- | -------------------- | ------------------------------------------- |
| Иван Носов          |              | 11 марта 1936     | 5 августа 1937       | Первый Секретарь областного комитета ВКП(б) |
| Василий Симочкин    |              | 5 августа 1937    | 10 июля 1938         | Первый Секретарь областного комитета ВКП(б) |
| Иван Седин          |              | июль 1938         | октябрь 1939         | Первый Секретарь областного комитета ВКП(б) |
| Георгий Пальцев     |              | январь 1940       | август 1944          | Первый Секретарь областного комитета ВКП(б) |
| Григорий Капранов   |              | 1944              | август 1947          | Первый Секретарь областного комитета ВКП(б) |
| Владимир Лукьянов   |              | январь 1947       | август 1952          | Первый Секретарь областного комитета ВКП(б) |
| Фёдор Титов         |              | 1952              | 22 сентября 1959     | Первый Секретарь областного комитета КПСС   |
| Иван Капитонов      |              | 22 сентября 1959  | декабрь 1964         | Первый Секретарь областного комитета КПСС   |
| Александр Смирнов   |              | декабрь 1964      | 22 июня 1972         | Первый Секретарь областного комитета КПСС   |
| Владимир Клюев      |              | 21 июля 1972      | 15 июля 1985         | Первый Секретарь областного комитета КПСС   |
| Михаил Князюк       |              | 15 июля 1985      | 19 апреля 1990       | Первый Секретарь областного комитета КПСС   |
| Владислав Тихомиров |              | 2 июня 1990       | 4 августа 1990       | Первый Секретарь областного комитета КПСС   |
| Вячеслав Ступин     |              | 25 августа 1990   | август 1991          | Первый Секретарь областного комитета КПСС   |

## Ивановская область (с 24.12.1991 по настоящее время)
| Руководитель            | Руководитель     | Начало управления | Окончание управления | Должность                      |
| ----------------------- | ---------------- | ----------------- | -------------------- | ------------------------------ |
| Адольф Лаптев           |                  | 24 декабря 1991   | 22 января 1996       | Глава администрации            |
| Владислав Тихомиров     |                  | 1 февраля 1996    | декабрь 2000         | Глава администрации            |
| Владимир Тихонов        |                  | декабрь 2000      | 23 декабря 2005      | Глава администрации            |
| Михаил Мень             |                  | 23 декабря 2005   | 16 октября 2013      | Глава администрации/Губернатор |
| Павел Коньков           |                  | 16 октября 2013   | 14 сентября 2014     | ВрИО губернатора               |
| Павел Коньков           | 14 сентября 2014 | 10 октября 2017   | Губернатор           |                                |
| Станислав Воскресенский |                  | 10 октября 2017   | 10 октября 2018      | ВрИО губернатора               |
| Станислав Воскресенский | 10 октября 2018  | настоящее время   | Губернатор           |                                |